# Rena Riffel
Rena Riffel (5 de marzo de 1969) es una actriz, bailarina, cantante, modelo y directora de cine estadounidense. Es reconocida por sus papeles de reparto en las películas Showgirls, Striptease, y Mulholland Drive. Ha dirigido las películas Trasharella (2009),
Trasharella Ultra Vixen (2011), Showgirls 2: Penny's from Heaven (2012) y Astrid's Auto Portrait (2016).

## Carrera
Riffel se dio a conocer en el mundo de la actuación con su participación en la película de 1995 Showgirls, protagonizada por Elizabeth Berkley, Gina Gershon y Kyle MacLachlan. Gracias a su actuación en Showgirls, Riffel fue elegida para actuar en la película Striptease junto a Demi Moore y Burt Reynolds. Su actuación en ambas películas abrió la puerta a Rena para actuar en un gran número de películas eróticas o softcore, como The Pornographer y Scandalous Behavior (con Shannon Tweed). En 2001 obtuvo un papel en la aclamada película de David Lynch Mulholland Drive.

## Filmografía

### Actriz
| Año  | Película                         | Papel                       | Notas      |
| ---- | -------------------------------- | --------------------------- | ---------- |
| 1990 | Satan's Princess                 | Erica Dunn                  |            |
| 1992 | Sinatra (TV)                     | May Britt                   |            |
| 1994 | Art Deco Detective               | Julie/Meg Hudson            |            |
| 1994 | Gunmen                           | Loomis' Bride               |            |
| 1995 | Encubrimiento                    | Rain                        |            |
| 1995 | Showgirls                        | Penny/Hope                  |            |
| 1996 | Striptease                       | Tiffany                     |            |
| 1997 | Breast Men (HBO)                 | Nadadora                    |            |
| 1998 | Dark Confessions                 | Erica                       |            |
| 1998 | Shark in a Bottle                | Receptionista               |            |
| 1998 | MP Da Last Don                   | Bailarina                   |            |
| 1999 | The Pornographer                 | Tiffany                     |            |
| 1999 | Candyman 3: Day of the Dead      | Lena                        |            |
| 1999 | Smiling Fish and Goat on Fire    | Chica en la fiesta          |            |
| 1999 | Singapore Sling                  | Michelle Drake              |            |
| 1999 | Citizens of Perpetual Indulgence | No acreditada               |            |
| 2000 | Between Christmas and New Year’s | Blue                        |            |
| 2001 | Mulholland Drive                 | Laney                       |            |
| 2002 | Unstable Minds                   | Pamela                      |            |
| 2003 | Lady Killers                     |                             |            |
| 2003 | Bound Cargo                      | Viuda                       |            |
| 2003 | Welcome to the Real Hollywood    | Rena                        |            |
| 2004 | Roomies                          |                             |            |
| 2008 | One, Two, Many                   | Tiffany                     |            |
| 2008 | Caligula’s Spawn                 | Druscilla                   |            |
| 2008 | Dark Reel                        | Detective LaRue             |            |
| 2008 | No Escape                        | Brandt                      |            |
| 2009 | Trasharella                      | Trasharella/Helena Beestrom |            |
| 2009 | The Making of Gnome Killer 2     | Detective LaRue/Gnome Queen |            |
| 2009 | The Gertrude Stein Mystery       | Agente Agnes Goddard        |            |
| 2010 | Sickle                           | Penny                       |            |
| 2010 | Eerie, PA                        | Condi                       |            |
| 2011 | Spreading Darkness               | Elle                        | Producción |
| 2011 | Showgirls 2: Penny's from Heaven | Penny Slot/Helga            |            |
| 2013 | The Trouble with Barry           | Pussy Johnson               |            |
| 2016 | Astrid's Auto Portrait           | Astrid Von Star             |            |

### Directora
- Trasharella (2009)
- Trasharella Ultra Vixen (2011)
- Showgirls 2: Penny's from Heaven (2012)
- Astrid's Auto Portrait (2016)